# Municipio de Canoe (Pensilvania)
El municipio de Canoe (en inglés: Canoe Township) es un municipio ubicado en el condado de Indiana en el estado estadounidense de Pensilvania. En el año 2000 tenía una población de 1.670 habitantes y una densidad poblacional de 23.7 personas por km².

## Geografía
El municipio de Canoe se encuentra ubicado en las coordenadas 40°53′00″N 78°57′00″O / 40.88333, -78.95000.

## Demografía
Según la Oficina del Censo en 2000 los ingresos medios por hogar en la localidad eran de $28,393 y los ingresos medios por familia eran de $33,854. Los hombres tenían unos ingresos medios de $26,902 frente a los $17,763 para las mujeres. La renta per cápita de la localidad era de $12,773. Alrededor del 13,5% de la población estaba por debajo del umbral de pobreza.